# Le Maître du logis
Pour plus de détails, voir Fiche technique et Distribution.
Le Maître du logis (Du skal aere din hustru ; littéralement « Tu honoreras ton épouse ») est un film danois réalisé par Carl Theodor Dreyer, sorti en 1925.

## Synopsis
L'horloger Viktor Frandsen, malheureux en affaires, se conduit en époux aigri et despotique. Son épouse, mère de trois enfants, subit vexations et humiliations. Surmenée et dépressive, Ida Frandsen, sur les conseils de Mads, l'ancienne nourrice de Viktor, délaisse alors temporairement son foyer. Mads règnera bientôt en maîtresse de foyer intransigeante et Viktor, lui-même, finit par lui céder. Viktor, instruit par cette cruelle expérience, regrette l'absence de son épouse et comprend l'attitude injuste qu'il manifestait à son égard. Le retour d'Ida permet de reconstruire, sur de plus saines fondations, une vie familiale un moment compromise.

## Fiche technique
- Titre original : Du skal aere din hustru
- Titre français : Le Maître du Logis
- Réalisation : Carl Theodor Dreyer
- Scénario : Carl Theodor Dreyer et Svend Rindom d'après sa pièce de théâtre Tyrannens Fald (La Chute d'un tyran)
- Photographie : George Schnéevoigt
- Production : Palladium, Copenhague
- Pays de production :  Danemark
- Format : film muet
- Métrage : 2356 m.
- Date de sortie : 1925

## Distribution
- Johannes Meyer : Viktor Frandsen
- Astrid Holm : Ida, son épouse
- Karin Nellemose : Karen, sa fille
- Mathilde Nielsen : Mads, l'ancienne nourrice de Viktor

## Commentaires
C'est vraisemblablement le premier film important du cinéaste danois, celui dans lequel il parvient à atteindre l'équilibre qu'il recherche. D'aucuns estiment, d'ailleurs, qu'il est « la manifestation la plus achevée du réalisme psychologique au temps du cinéma muet. » (Jean Mitry in Histoire du cinéma, vol. 3, Paris, 1973)
Issu d'une pièce de théâtre assez superficielle, l'histoire a sans doute réveillé chez Carl Theodor Dreyer des échos de ses souvenirs d'enfance, très perceptibles dans certaines scènes et dialogues du film. Le critique Ebbe Neergaard le signale fort justement dans sa monographie sur le réalisateur danois.
Mais, c'est aussi la confrontation simultanée de trois prototypes humains - l'homme tyrannique, la jeune femme asservie et victime, la vieille femme autoritaire et douée de pouvoirs maléfiques -, très souvent repérables dans sa filmographie, qui a suscité l'intérêt de Carl Theodor Dreyer pour l'œuvre sans prétentions de Svend Rindom.
Selon Maurice Drouzy, Le Maître du Logis est précisément un exemple de « grande architecture, un de ces films rares tournés en état de grâce dans lesquels tous les éléments se correspondent et s'emboîtent merveilleusement. Les personnages sont en symbiose avec leur cadre et les mouvements de caméra correspondent exactement aux nécessités de l'action. »
Évitant les pièges du naturalisme, Dreyer observe, avec une ironie bienveillante, les vicissitudes de la vie de couple. Ce qui l'amène, tout naturellement, à en faire l'éloge, lorsque celui-ci est empreint de l'indispensable tendresse conjugale, émanation de l'amour divin, selon lui. 
Le film reçut un bel accueil public en France, et permit à Carl Theodor Dreyer de s'imposer comme un metteur en scène de classe internationale et de réaliser dans ce pays, La Passion de Jeanne d'Arc (1928).

## Distinctions
Le film est inscrit sur la liste des Canons de la culture danoise.